# Josep Reventós i Amiguet
Josep Reventós i Amiguet (Barcelona, 19 de juny de 1851 - Barcelona, 6 de gener de 1933) va ésser un metge instal·lat a Sant Andreu de Palomar que s'adherí al Primer Congrés Catalanista (1880) i, com afiliat a la Unió Catalanista, fou nomenat delegat a les Assemblees de Manresa (1892) i Barcelona (1904).

## Biografia
Josep Reventós va néixer a Barcelona, fill de Ramon Reventós i Demestres, natural de Barcelona, i de Mercè Amiguet i Ventura, també de Barcelona. El seu germà gran fou el poeta Isidre Reventós i Amiguet.
En l'ambient més estricte de Sant Andreu formà part de les juntes directives de les primeres entitats catalanistes (1885) i el 1896 va ser un dels fundadors de l'Associació Regionalista. D'aquest nucli va sorgir, més endavant, el Centre Popular Catalanista, que fou admès a la Unió Catalanista (1903), essent-ne Josep Reventós i Amiguet el representant a Sant Andreu de Palomar.
Es va casar amb Josepa Casas i Sistachs (*-1937), sent pares de quatre fills: Lluís, Mercè, Beatriu i Maria del Carme. Va morir al barri de Sant Andreu de Barcelona el 6 de gener de 1933. Va ser enterrat al cementiri de Sant Andreu.